# Polerio-Variante
|   | a | b | c | d | e | f | g | h |   |
| 8 |   |   |   |   |   |   |   |   | 8 |
| 7 |   |   |   |   |   |   |   |   | 7 |
| 6 |   |   |   |   |   |   |   |   | 6 |
| 5 |   |   |   |   |   |   |   |   | 5 |
| 4 |   |   |   |   |   |   |   |   | 4 |
| 3 |   |   |   |   |   |   |   |   | 3 |
| 2 |   |   |   |   |   |   |   |   | 2 |
| 1 |   |   |   |   |   |   |   |   | 1 |
|   | a | b | c | d | e | f | g | h |   |

Die Polerio-Variante 3. Lf1–c4 Sg8–f6 4. Sf3–g5 d7–d5 5. e4xd5 Sc6–a5
Die Polerio-Variante der Schacheröffnung Zweispringerspiel im Nachzuge (1. e4 e5 2. Sf3 Sc6 3. Lc4 Sf6) entsteht aus der Preußischen Partie (4. Sg5 d5 5. exd5) nach den Zügen 5. … Sa5 6. Lb5+ c6 7. dxc6 bxc6 8. Le2 oder 8. Df3?! (Bogoljubows Empfehlung) und hat die ECO-Codes C58 und C59. Sie ist nach Giulio Cesare Polerio, einem der frühesten namentlich bekannten Schachmeister, benannt, der bereits 1560 eine ausführliche Arbeit über das Zweispringerspiel im Nachzuge vorlegte.
Der Zug 8. Df3 (C58) war im 19. Jahrhundert populär. Aktuell sind die wichtigsten Antworten 8. … Le7, 8. … Tb8 und 8. … h6.
Auf 8. Le2 (C59) folgt in der Regel 8. … h6, worauf Weiß 9. Sf3 ziehen kann, wonach Schwarz mit 9. … e4 10. Se5 die Initiative übernehmen kann. Dies wird als die Hauptvariante des Zweispringerspiels im Nachzug angesehen. Wilhelm Steinitz bevorzugte 9. Sh3, konnte aber in einem Match 1891 gegen Michail Tschigorin nicht damit überzeugen. Die Steinitz-Variante wurde von Bobby Fischer in den 1960er Jahren wiederbelebt. Nigel Short spielte sie in den 1990er Jahren, und heute wird der Zug als ebenso gut wie 9. Sf3 angesehen.
Die moderne Eröffnungstheorie favorisiert die interessante Alternative 8. Ld3. Dieser Läufer strebt nach e4 oder f1 (von dort nach g2).